# Oviedo (Florida)
Oviedo ist eine Stadt im Seminole County im US-Bundesstaat Florida mit 40.059 Einwohnern (Stand: 2020).

## Geographie
Oviedo grenzt im Westen an die Stadt Winter Springs und wird vom Econlockhatchee River durchflossen. Die Stadt liegt rund 10 Kilometer südlich von Sanford sowie 25 Kilometer nordöstlich von Orlando.

## Demographische Daten
Laut der Volkszählung 2010 verteilten sich die damaligen 33.342 Einwohner auf 11.720 Haushalte. Die Bevölkerungsdichte lag bei 846,2 Einw./km². 81,9 % der Bevölkerung bezeichneten sich als Weiße, 0,6 % als Afroamerikaner, 0,2 % als Indianer und 3,8 % als Asian Americans. 2,8 % gaben die Angehörigkeit zu einer anderen Ethnie und 2,8 % zu mehreren Ethnien an. 16,3 % der Bevölkerung bestand aus Hispanics oder Latinos.
Im Jahr 2010 lebten in 46,7 % aller Haushalte Kinder unter 18 Jahren sowie in 15,6 % aller Haushalte Personen über 65 Jahren. 80,3 % der Haushalte waren Familienhaushalte, bestehend aus verheirateten Paaren mit oder ohne Nachkommen bzw. einem Elternteil mit Nachkommen. Die durchschnittliche Größe eines Haushalts lag bei 2,99 Personen und die durchschnittliche Familiengröße bei 3,28 Personen.
31,4 % der Bevölkerung waren jünger als 20 Jahre, 25,1 % waren 20 bis 39 Jahre alt, 32,1 % waren 40 bis 59 Jahre alt und 11,3 % waren mindestens 60 Jahre alt. Das mittlere Alter betrug 35 Jahre. 49,2 % der Bevölkerung waren männlich und 50,8 % weiblich.
Das durchschnittliche Jahreseinkommen lag bei 83.742 $, dabei lebten 6,7 % der Bevölkerung unter der Armutsgrenze.
Im Jahr 2000 war Englisch die Muttersprache von 84,80 % der Bevölkerung, spanisch sprachen 12,01 % und 3,19 % hatten eine andere Muttersprache.

## Sehenswürdigkeiten
Folgende Objekte sind im National Register of Historic Places gelistet:
- Browne-King House
- R. W. Estes Celery Company Precooler Historic District
- First Methodist Church of Oviedo
- Nelson and Company Historic District
- Wheeler-Evans House

## Verkehr
Die Stadt wird von den Florida State Roads 417 (Central Florida GreeneWay, mautpflichtig), 426 und 434 durchquert.
Der nächste Flughafen ist der etwa 15 Kilometer nördlich gelegene Orlando Sanford International Airport.

## Kriminalität
Die Kriminalitätsrate lag im Jahr 2010 mit 169 Punkten (US-Durchschnitt: 266 Punkte) im niedrigen Bereich. Es gab drei Morde, acht Vergewaltigungen, neun Raubüberfälle, 58 Körperverletzungen, 106 Einbrüche, 438 Diebstähle, 20 Autodiebstähle und zwei Brandstiftungen.

## Persönlichkeiten
- Mike Straub (* 1977), Schauspieler